# Piesberg
Der Piesberg ist ein Berg in Niedersachsen, auf der Grenze der Stadt Osnabrück im Süden und der Gemeinde Wallenhorst im Norden. Der westliche Teil des Berges liegt im Osnabrücker Stadtteil Pye, der südöstliche Teil im Stadtteil Haste und der nordöstliche Teil im Wallenhorster Ortsteil Lechtingen. Der Zechenbahnhof gehört teilweise zum Osnabrücker Stadtteil Hafen.
Der Berg hat eine Höhe von 188 m ü. NHN; er erhebt sich rund 90 m über seine Umgebung hinaus. Sein Name lässt sich vermutlich auf die an seinem Fuß liegende frühere Bauerschaft Pye zurückführen. Er ist einer der drei Oberkarbonaufbrüche des Ibbenbürener Steinkohlenreviers: Ibbenbürener Bergplatte, Piesberg und Hüggel.
Nachdem der Berg durch einen Untertageabbau von Steinkohle und den Abbau von Gestein in offenen Steinbrüchen seit der Frühen Neuzeit vor allem wirtschaftlich genutzt wurde, spielt seit Ende des 20. Jahrhunderts vermehrt die touristische Nutzung des Areals eine Rolle.

## Geographie

### Lage
Der Piesberg liegt im niedersächsischen Teil des Natur- und Geopark TERRA.vita. Er erhebt sich 5 Kilometer nordwestlich des Stadtzentrums von Osnabrück, im Grenzbereich zur Gemeinde Wallenhorst. Westlich des Berges verläuft der Fluss Hase und parallel zu ihr der Stichkanal Osnabrück, an welchem sich auch der Piesberger Hafen befindet.

### Geologie

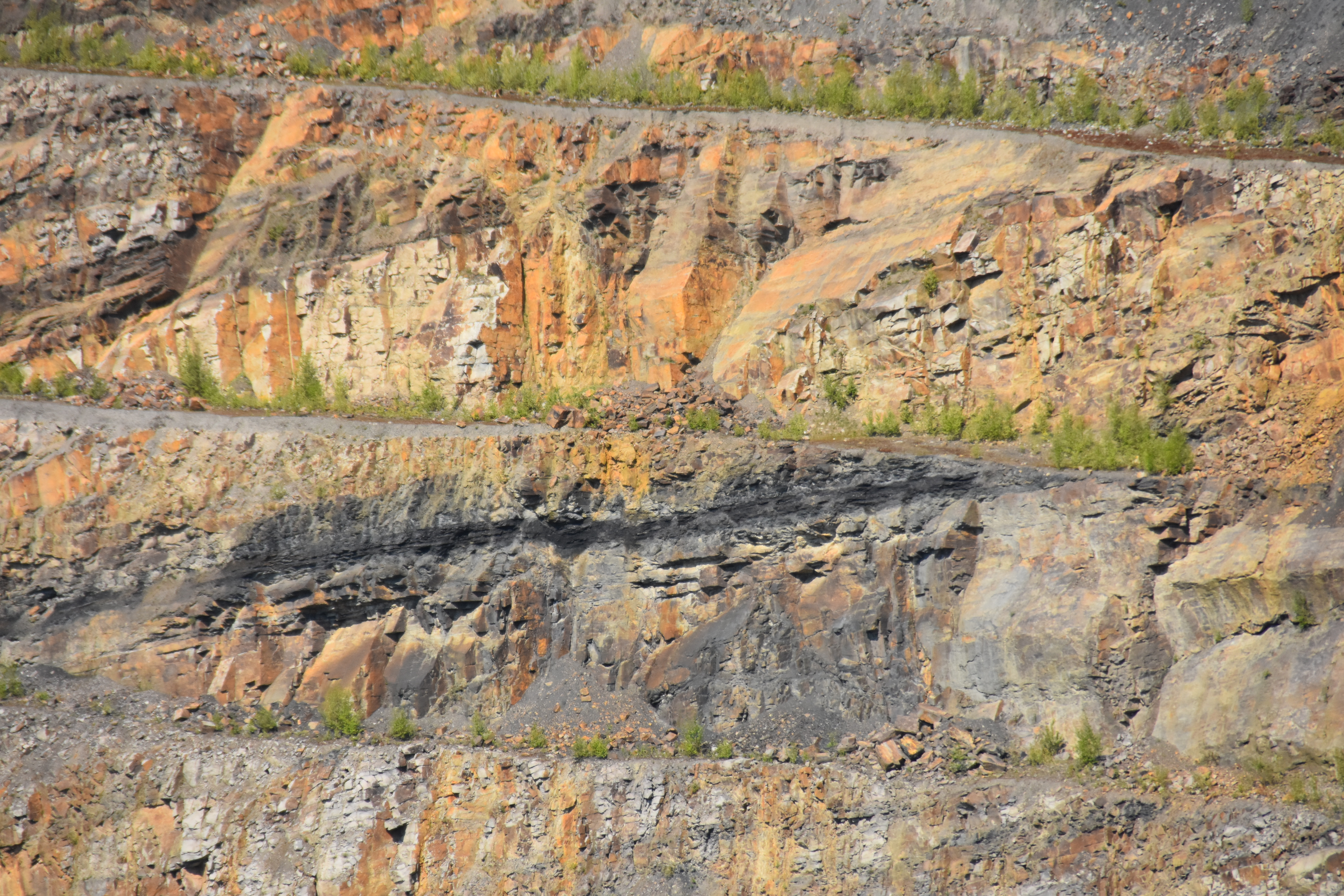
Flöz Zweibänke im Steinbruch. Die Oberkante des Flözes bildet die Grenze zwischen dem Westfal D zum darunter liegendem Westfal C

Die im nördlichen Osnabrücker Stadtgebiet sowie im südlichen Wallenhorst befindliche Hochscholle des Piesbergs wurden vor über 300 Millionen Jahren während des Erdzeitalters des Karbon abgelagert. Durch Hebung und Senkung der Landmassen über lange Zeiträume bildete sich unter Einfluss des Meeres eine Wechsellage aus Sandstein, Tonsteinen und Kohleflözen aus, welche heute im Steinbruch gut zu erkennen ist. Die abgelagerten Pflanzenreste der Steinkohlenwälder, welche später durch Überlagerung von Sand- und Tonschichten luftdicht abgeschlossen waren, wurden durch Inkohlung zu Steinkohle umgewandelt. In den Schieferschichten des Piesbergs lassen sich zahlreiche Fossilien von Pflanzen und Tieren aus dem Oberkarbon finden. Sie zeichnen sich vor allem durch gute Erhaltung der feinen Strukturen und teilweise auch durch bunte Färbung aus.
Die als Piesberg an die Erdoberfläche reichenden Schichten des Karbons werden den Oberen- und Unteren Ibbenbürener Schichten zugerechnet. Die Oberen Ibbenbürener Schichten gehören zum Westfal D, welches bis zum Hangenden von Flöz Zweibänke reicht. Unterhalb dieser Grenze befindet sich das Westfal C, welches aber unterhalb der Steinbruchsohle und dem Flöz Zweibänke nicht weiter aufgeschlossen wurde und nur durch Bohrungen bekannt ist.
Eine erste Beschreibung des Piesbergs wurde 1799 durch Carl Karsten verfasst. Weitere Betrachtungen des Piesbergs erfolgten durch Friedrich Hoffmann (1826, 1827 und 1830) und Heine (1860 und 1861). Eine erste Einstufung der Piesberger Schichten versuchte Runge 1895 vorzunehmen, welcher die Piesberger Schichten mit den Magerkohlenschichten des Ruhrkarbons gleichstellte. Erst der Bergassessor Leo Cremer konnte durch Bestimmung der Pflanzenfossilien feststellen, dass das zutagetretende Piesberger Karbon jünger als die Horster Schichten des Ruhrkarbons sein müsse. Er parallelisierte zudem die Piesberger Schichten mit den Schichten der nahen Ibbenbürener Bergplatte und des Hüggels.
Walther Gothan und Wilhelm Haack stuften es um 1924 sogar noch jünger als die oberen Ibbenbürener Flöze des Westfal D ein, was jedoch durch Marlies Teichmüller und Karl-Heinz Josten 1971 widerlegt wurde.
Unter welchen Umständen es zur starken Inkohlung der Kohlenflöze am Piesberg gekommen war, ist heute in der Wissenschaft umstritten. Während man in der Vergangenheit den hypothetischen Bramscher Pluton als Urheber der gegenüber dem Ruhrkarbon stärker inkohlten Kohle verantwortlich machte, gibt es heute eine weitere Theorie der starken Inkohlung durch tiefe Versenkung und Wiederanhebung der Schichten des Piesbergs.

## Wirtschaftliche Nutzung

### Kohleabbau
Bis 1898 wurde am Piesberg Anthrazitkohle abgebaut. Der Abbau wurde aufgrund starker Wasserzuflüsse eingestellt.

### Sandsteinabbau

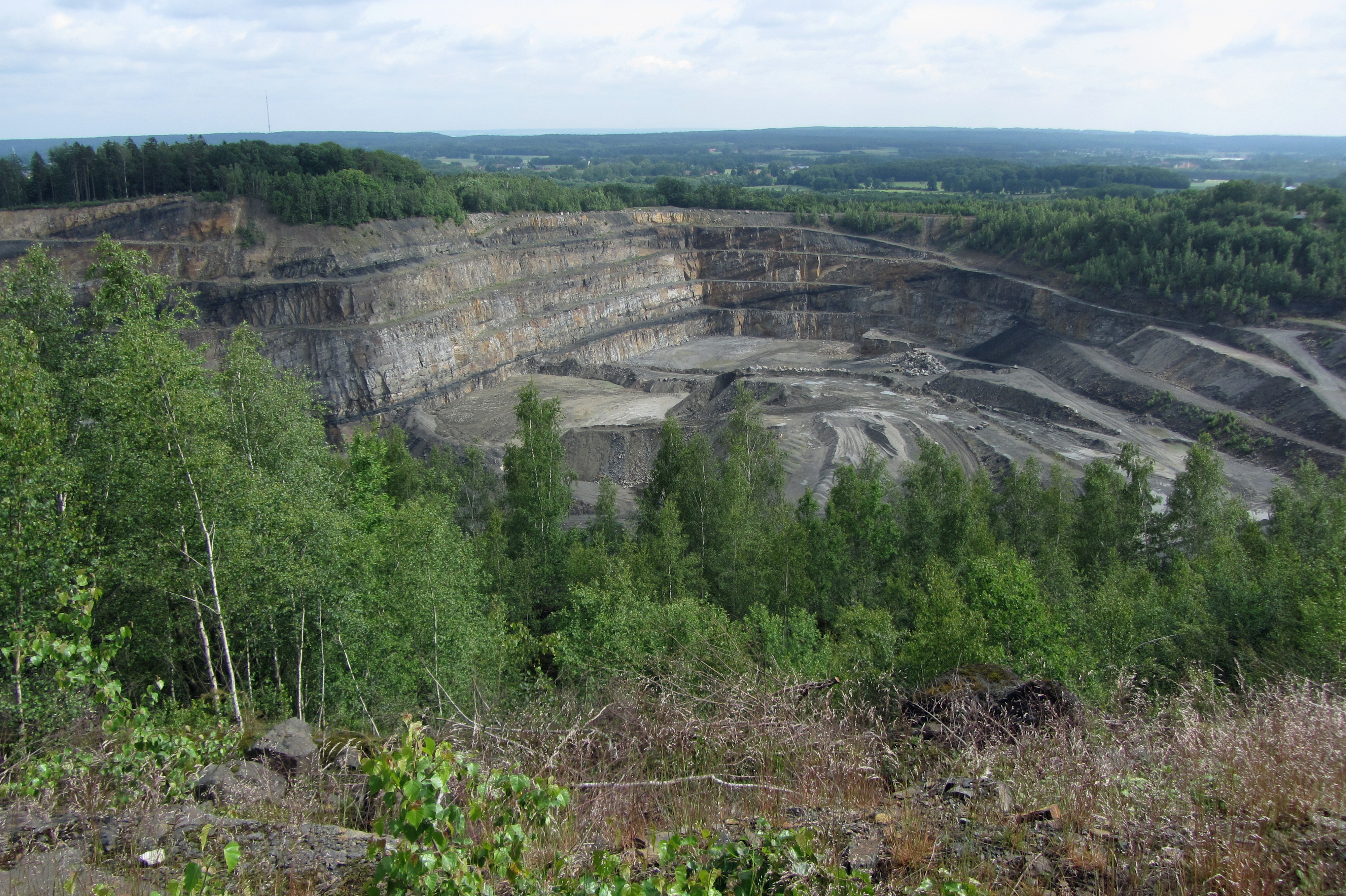
Blick auf den Steinbruch am Piesberg

Bis in das zwanzigste Jahrhundert wurden im Piesberg große Mengen Piesbergsandstein abgebaut, der die Bauweise der Steinhäuser im Osnabrücker Land prägte. Zeitweise war der Piesberg der größte Steinbruch Mitteleuropas. Bis 1958 gab es im Steinbruch Mosaikhütten genannte Unterstände, unter diesem Witterungsschutz schlugen Steinmetze per Hand Kopfsteinpflaster.
Am 20. Oktober 1957 brach der Damm eines Schlammteichs am Piesberg und verwüstete eine Siedlung in Pye. Dieser Dammbruch am Piesberg forderte ein Menschenleben und verursachte große Schäden.
Im kleineren Rahmen wird an den Flanken des Piesbergs auch heute noch Gestein abgebaut, hauptsächlich quarzitischer Sandstein.
Erster Betreiber des Steinbruchs mit dem Firmennamen Piesberger Steinindustrie war der Georgs-Marien-Bergwerks- und Hüttenverein, der bereits den Untertagebau am Piesberg unterhielt. 1923 ging die Georgsmarienhütte und somit auch der Steinbruchbetrieb am Piesberg an die Klöckner-Werke. Diese verkauften den Betrieb 1991 an die Readymix AG, aus der nach Übernahme durch den mexikanischen CEMEX-Konzern 2005 die Firma CEMEX Deutschland hervorging. Von dieser wurde der Steinbruchbetrieb wiederum 2019 an das Unternehmen GP Günter Papenburg abgetreten.
An der im Steinbruch befindlichen Ostrandinnenhalde versucht seit 2021 der Betreiber des Steinbruchs eine Boden- und Bauschuttdeponie der Deponieklasse DK 0 einzurichten. Insgesamt soll ein Deponievolumen von 2,3 Millionen Tonnen abgelagert werden.
Die Ostrandinnenhalde entstand aus Gesteinen des Piesbergs, welche beim Abbau anfielen, aber nicht zur weiteren Verwendung brauchbar sind. Die Stadt, welche im Besitz des Piesbergs ist, lehnt dieses ebenso wie die Ratsfraktionen ab.

### Mülldeponie
Der durch den Sandsteinabbau entstandene Steinbruch am südlichen Piesberg wurde seit dem 1. September 1976 mit Müll verfüllt. Der letzte Müllwagen wurde am 30. Mai 2005 entleert.
Insgesamt wurden am Piesberg 8,9 Millionen Kubikmeter Müll abgelagert, was einer Menge von 500.000 Müllwagen entspricht.
Im Rahmen neuer Entsorgungsgesetzgebung wurde die von der Stadt Osnabrück betriebene Zentraldeponie Piesberg im Jahr 2005 geschlossen. Die TA Siedlungsabfall verbot ab dem 1. Juni 2005 die Ablagerung von unbehandelten Siedlungsabfällen. Ab diesem Zeitpunkt wurde der Hausmüll aus der Stadt und dem Landkreis am Fürstenauer Weg in einer Mechanisch-Biologischen Abfallbehandlungsanlage (MBA) zum Ersatzbrennstoff Trockenstabilat aufgearbeitet. Seit Ende 2022 werden umliegende Müllverbrennungsanlagen genutzt.
Die noch offenen Deponieflächen wurden abgedeckt und renaturiert. Der letzte 4,6 Hektar große Abschnitt der Deponie wurde ab 2012 für drei Millionen Euro mit einer Oberflächenabdichtung versehen und begrünt.
Das gesammelte Deponiegas aus der Mülldeponie wird seit 1990 zur elektrischen Energieerzeugung genutzt. Ab 1998 wurde auch die bei der Verstromung anfallende Abwärme durch Kraft-Wärme-Kopplung genutzt, heute wird über ein Blockheizkraftwerk ein Wohngebiet in Pye sowie Gebäude im Gewerbegebiet auf dem Gelände der ehemaligen Winkelhausenkaserne mit Wärme versorgt. Insgesamt befinden sich auf dem Gelände der ehemaligen Mülldeponie 80 vertikale Gasbrunnen und 40 horizontale Gasdränagen, welche das Deponiegas aus dem Deponiekörper aufnehmen. Das Sickerwasser aus der Deponie wird in der Kläranlage Eversburg behandelt, um Schadstoffe aus dem Sickerwasser zurückzuhalten.

## Kultur- und Landschaftspark

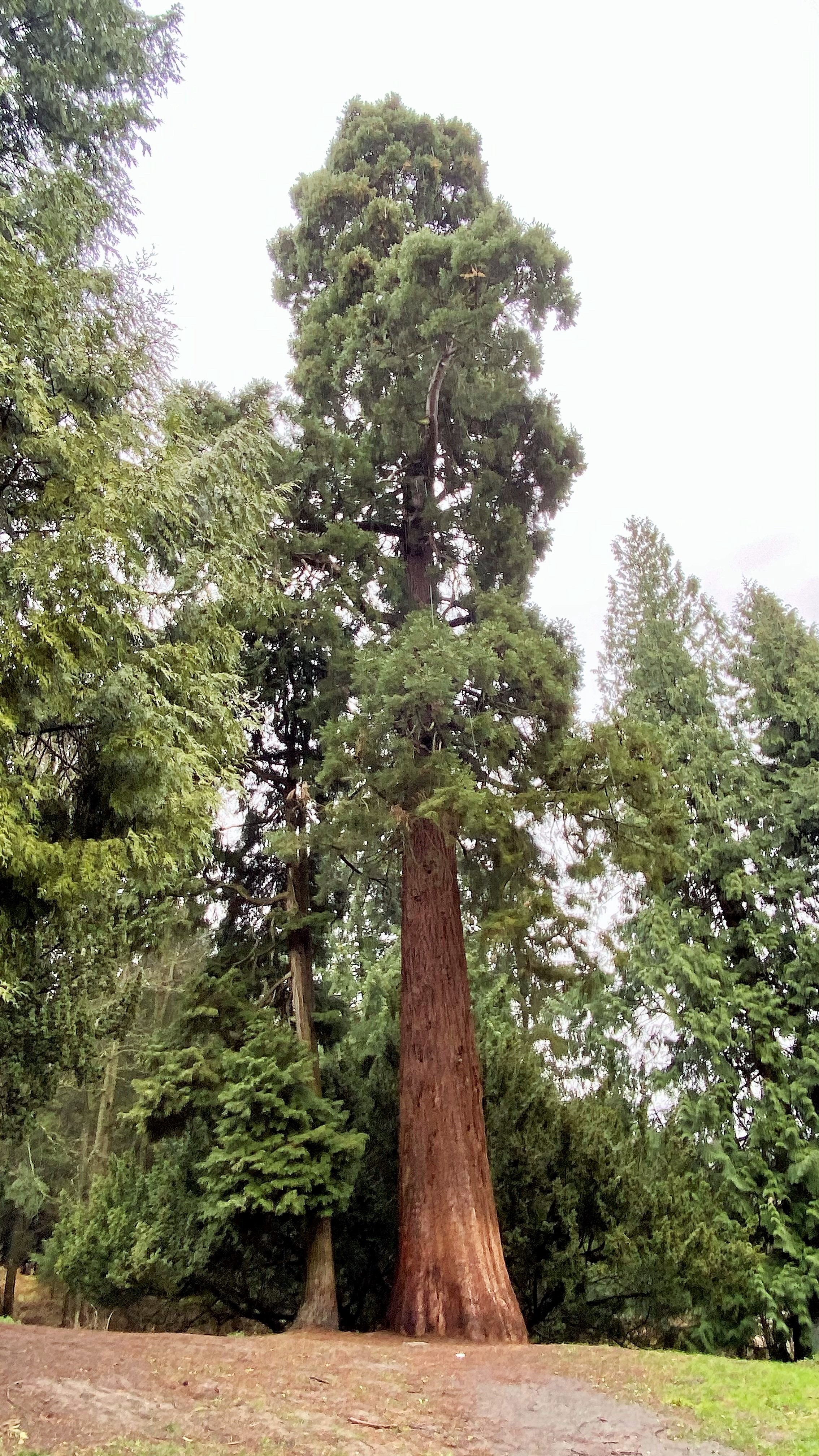
Mammutbaum im Arboretum Piesberg

Die Idee, den Piesberg zu einem zusammenhängenden Kultur- und Landschaftspark zu entwickeln, wurde erstmals 1997 in einem Entwurf eines Grünordnungsplanes der Stadt Osnabrück geäußert. 2002/2003 gab es einen Versuch einen Weinberg am Piesberg zu pflanzen, dieser Versuch wurde aufgrund des hohen Arbeitsaufwandes zur Pflege des Weinbergs aufgegeben.
Im Jahr 2003 erhielt die Stadt den Zuschlag, die Bundesgartenschau 2015 am Piesberg auszurichten. Zwar verzichtete die Stadt 2006 aus finanziellen Gründen auf die Ausrichtung, jedoch wirkte die Bewerbung um die BuGa als Initialzündung für die Entwicklung des Gebiets. Ein langfristiges Entwicklungskonzept wurde 2016 beschlossen. Ziel ist, sowohl die Geologie und Erdgeschichte des Bergs, wie auch die Industriekultur als Hinterlassenschaft des Bergbaus und nicht zuletzt die naturnahe Landschaft der Umgebung den Besuchern näher zu bringen.
Der Piesberg ist Teil des Natur- und Geoparks TERRA.vita und außerdem als eines der bedeutenden „Fenster in die Erdgeschichte“ seit 2019 Nationales Geotop. Die Landschaft kann über Wanderwege erkundet werden, die auch auf das Felsrippe genannte Gipfelplateau des Berges führen. Dort und an anderen Stellen der Umgebung bieten Aussichtsplattformen Ausblicke über das Gelände und die Region Osnabrück. Mit dem Museum Industriekultur, der 2009 neu eröffneten Feldbahn sowie den Osnabrücker Dampflokfreunden verfügt der Kultur- und Landschaftspark über eine Vielzahl an Angeboten zum Thema Industriekultur. Im Piesberger Gesellschaftshaus werden Veranstaltungen und kulturelle Projekte angeboten.
Im Sommer 2017 wurde auf dem Gipfelplateau eine Unterstellmöglichkeit aufgestellt, dieser wurde aus einem alten Mobilfunk-Container hergestellt, welcher der Steinbrucherweiterung im Weg stand.

### FFH-Schutzgebiet
Durch den Bergbau entstanden Überwinterungsquartiere für Fledermäuse. Am Piesberg gibt es nach Angaben der Stadt Osnabrück 15 (Stand: Mai 2008) oder 16 verschiedene Arten.
Zum Schutz der Bechsteinfledermaus, der Teichfledermaus sowie des Großen Mausohrs wurden zwei Stollen des Piesbergs als FFH-Gebiet unter Schutz gestellt.

### Arboretum
Westlich der Straße von Wallenhorst nach Osnabrück befindet sich ein Arboretum. Auf dem Grundstück des ehemaligen Bergwerksdirektors am Piesberg, Johann Rudolf Pagenstecher, wurde in der Mitte des 19. Jahrhunderts ein Park angelegt. Als Arboretum wurde der Park jedoch erst durch den Kaufmann Wieding gestaltet, der das Gelände um 1900 von Pagenstecher erwarb und dort auch eine Villa errichtete. Einige der exotischen Nadelbäume sind im Laufe der Jahrzehnte zu stattlichen Exemplaren herangewachsen. Das Gelände verwilderte jedoch, ehe es ab 2007 wieder hergerichtet wurde. Sehenswert ist vor allem der Riesenmammutbaum (Sequoiadendron giganteum) mit einer Höhe von 33,7 Meter und einem Stammumfang von 5,70 Metern, ein Naturdenkmal. Weitere Baumarten, die im Arboretum vertreten sind, sind Urweltmammutbaum, Ginkgo, Andentanne und Tulpenbaum.

### Natur- und Kulturdenkmale

#### Johannissteine

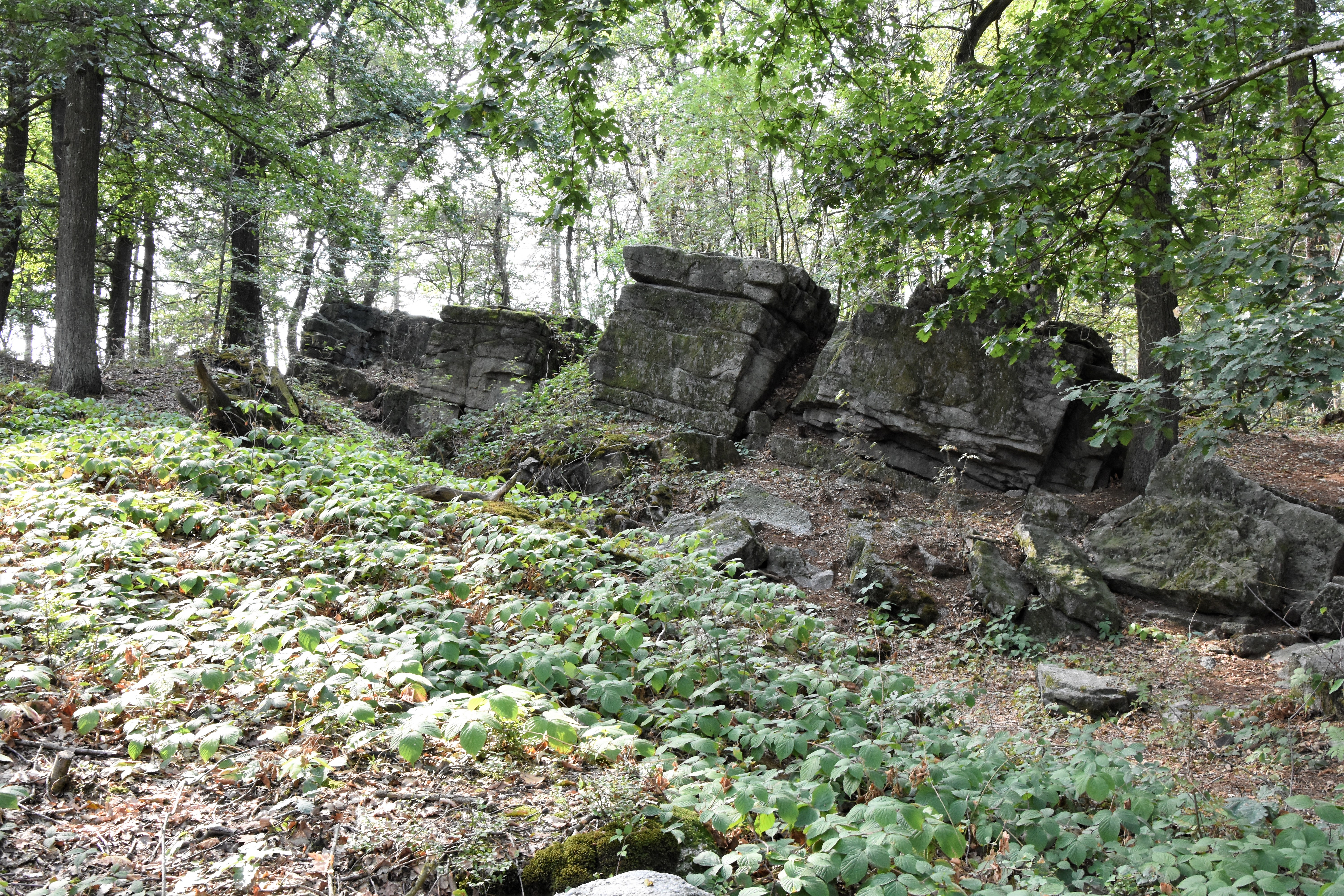
Die Felsen der Johannissteine

Nördlich des Steinbruchs am Piesberg befinden sich die Felsen der Johannissteine. Die aus Karbonsandstein bestehenden Felsen sind als Naturdenkmal der Stadt Osnabrück eingetragen.

#### Knieanbetungsstein
Östlich des Steinbruchs befindet sich am Rundwanderweg die Felsplatte des Knieanbetungssteins. Mit dem Knieanbetungsstein wird eine vorzeitliche Kultstätte in Verbindung gebracht.

### Museum Industriekultur

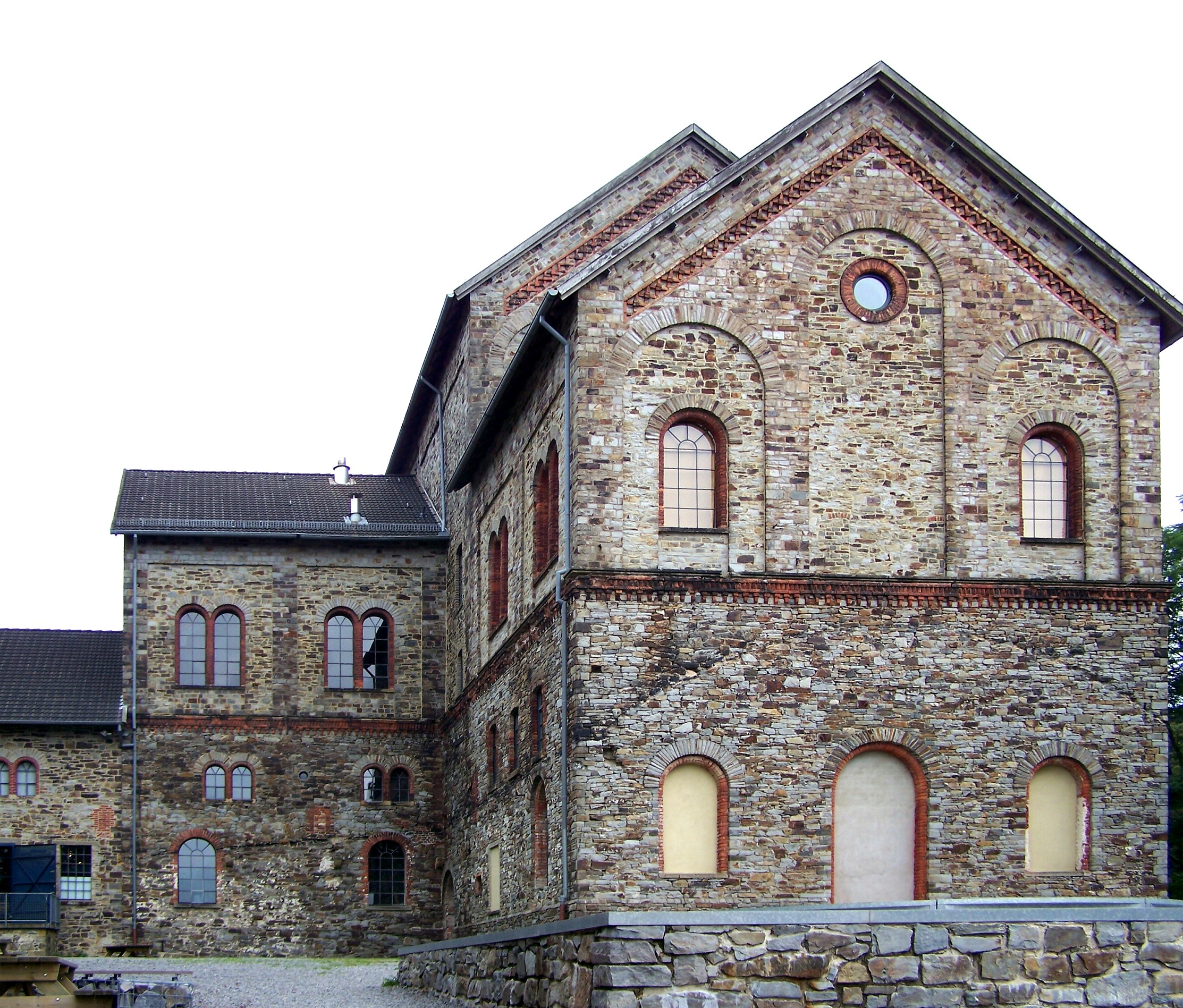
Das Haseschachtgebäude, heute Teil des Museums Industriekultur

An die Geschichte der ehemaligen Steinkohlenzeche am Piesberg erinnert das Museum Industriekultur, das im Haseschachtgebäude und weiteren alten Zechengebäuden ansässig ist. Vom Haseschachtgebäude aus haben Besucher Zugang zum Hasestollen der ehemaligen Zeche Piesberg in 30 Metern Tiefe, der auf einer Länge von 280 Metern begangen werden kann.

### Piesberger Gesellschaftshaus
Das Piesberger Gesellschaftshaus wurde 1870 durch den Bergmann Sinnemann als „Restaurationsgebäude“ zur Kost und Logis für unverheiratete Bergleute und Sonntagsausflügler eröffnet. Später wurde das Gebäude um einen Saal ergänzt und auch nach der Schließung des Bergwerks weitergeführt. In den 1960er wurde der Saalbetrieb und in den 1970er der Kneipenbetrieb aufgegeben, nachdem das Gebäude zunehmend baufälliger wurde.
1994 ist der Verein Piesberger Gesellschaftshaus e. V. gegründet worden, welcher das restaurierte Gebäude betreibt und Kultur-, Theaterveranstaltungen anbietet.

### Feldbahn

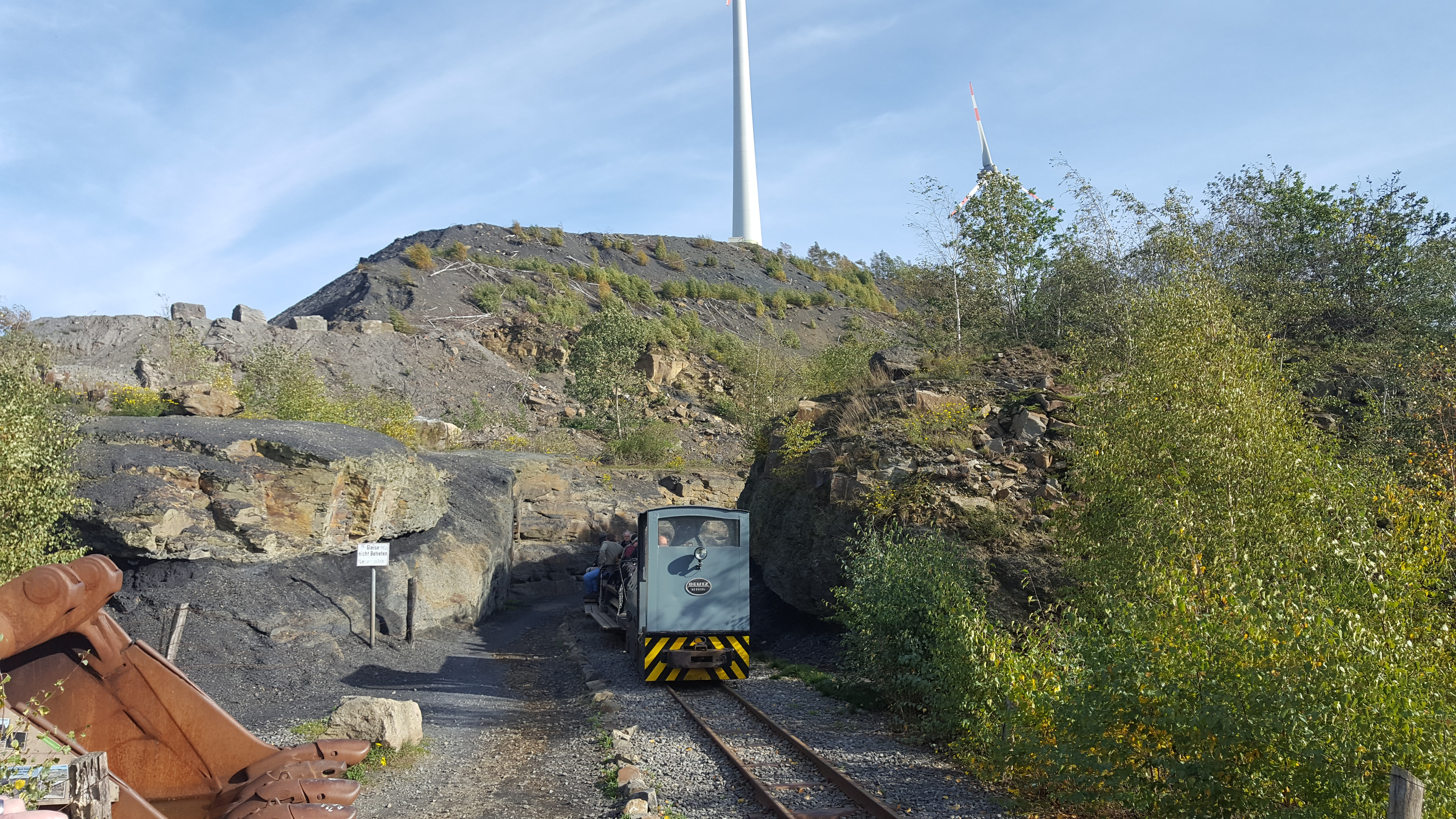
Feldbahn beim Geländeeinschnitt

Der Museum für feldspurige Industriebahnen Osnabrück-Piesberg e. V. betreibt am Piesberg eine Feldbahn in der Spurweite 600 mm. Der Verein war ursprünglich im Ostercappelner Ortsteil Hitzhausen ansässig und bezog 2009 sein neues Domizil am Piesberg.
Schon ab ca. 1880 entstand ein zunächst pferdegetriebenes Feldbahnnetz in der Zeche Piesberg. Im Jahr 1912 wurden die ersten Lokomotiven angeschafft. Auf dem Gleisnetz von über 110 Kilometern Gesamtlänge wurden zu Hochzeiten rund 20 Lokomotiven und 2000 Loren eingesetzt. In den 1960er Jahren wurde der Feldbahnbetrieb am Piesberg zugunsten des Transports per Lastkraftwagen eingestellt.
Im September 2009 wurde die Feldbahn am Piesberg für touristische Zwecke wiedereröffnet. Die derzeit rund einen Kilometer lange Strecke liegt im südlichen Bereich des Berges und führt vom Bahnhof Industriemuseum in der Nähe des Haseschachtgebäudes zunächst durch ein Waldgebiet in Richtung Osten. Auf den Haltepunkt Schlammteich folgt eine Brücke über die Zufahrt zum Steinbruch. Anschließend verläuft die Strecke durch einen künstlichen Geländeeinschnitt und endet kurz darauf im Bahnhof Südstieg am Fuße des Wanderwegs zur Felsrippe. Neben der Hauptstrecke zählen einige Abstell- und Nebengleise zum Schienennetz.
Eine Verlängerung des Streckennetzes um rund 2,5 Kilometer ist geplant. Das neue Teilstück soll an das westliche Ende des Netzes anschließen und den Steinbruch in einem Bogen westlich umfahren. An der Ruine des Stüveschachts im Norden des Piesbergs soll ein Haltepunkt entstehen. Endpunkt wird der Grubenweg im Wallenhorster Ortsteil Lechtingen sein. Angedacht ist außerdem der Bau einer Ausstellungshalle für das Rollende Material.

### Osnabrücker Dampflokfreunde

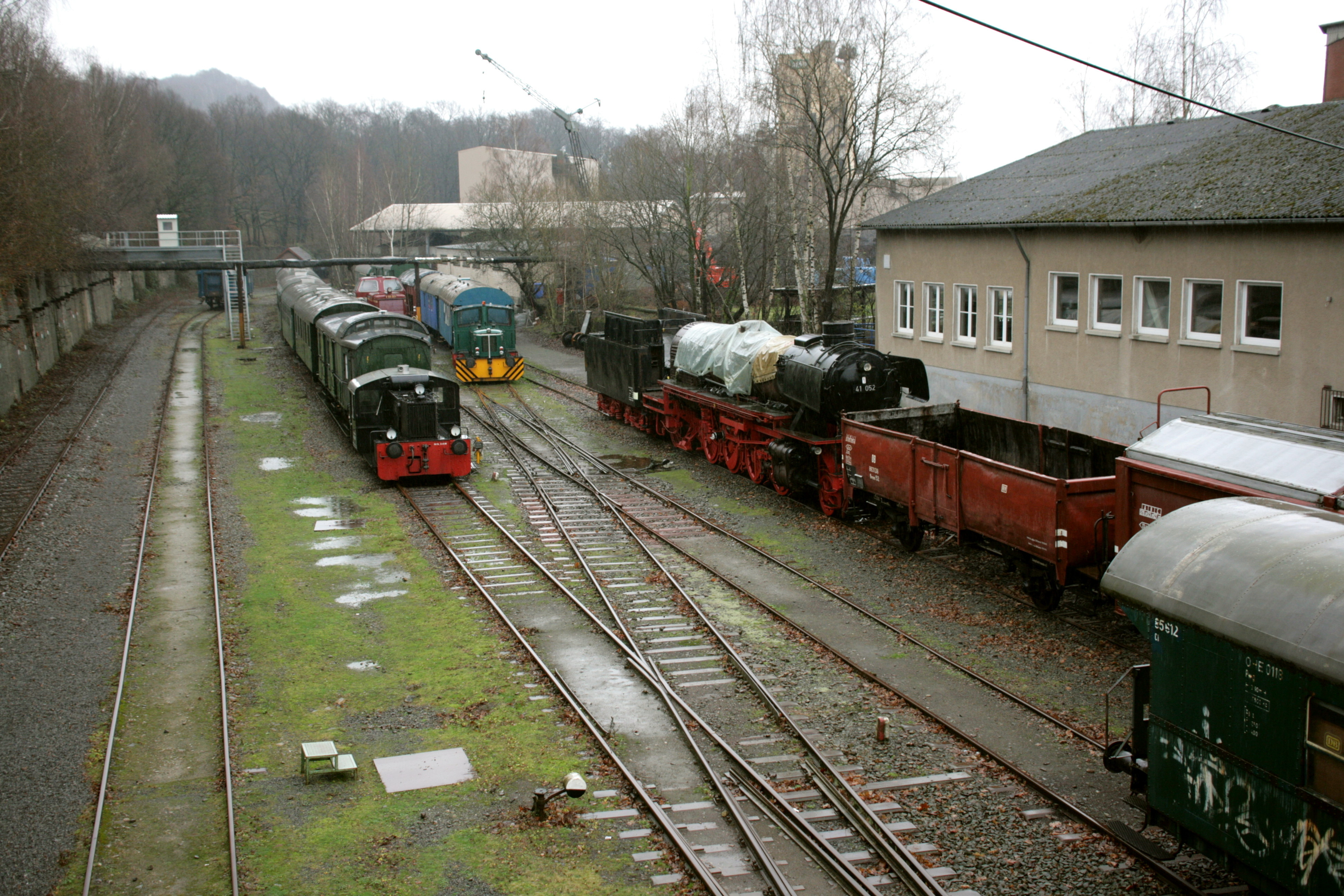
Zechenbahnhof Piesberg

Die Osnabrücker Dampflokfreunde e. V. setzen sich für den Erhalt und Betrieb historischer Eisenbahnfahrzeuge ein. Der Verein besteht seit 1987 und ist seit 1989 im Piesberger Zechenbahnhof ansässig. Der Zechenbahnhof selbst ist seit 1990 im Besitz der Stadtwerke Osnabrück und Teil des städtischen Hafenbahnnetzes. Die Dampflokfreunde führen zu Veranstaltungen am Piesberg oder an anderen Orten in Nordwestdeutschland Museumsfahrten durch. Dafür nutzen sie ihre eigenen Lokomotiven und Bahnwagen, so z. B. eine der beiden letzten verbliebenen Diesellokomotiven der DB-Baureihe V 65, die V 65 001.
Seit 2012 restauriert der Verein außerdem die Dampflok 41 052 aus der DR-Baureihe 41. Die Lok wurde nach dem Zweiten Weltkrieg in Osnabrück eingesetzt und stand nach ihrer Ausmusterung zwischen 1979 und 2002 als Industriedenkmal an der Buerschen Straße im Osnabrücker Stadtteil Schinkel. Sie ist deshalb auch als Schinkellok bekannt.
Zwischen 1988 und 1991 bauten die Dampflokfreunde das ehemalige Stellwerk West der Georgsmarienhütter Eisenbahn in Georgsmarienhütte ab und translozierten es zum Zechenbahnhof.
Der Fuhrpark der Dampflokfreunde steht teilweise unter freiem Himmel auf Abstellgleisen im Zechenbahnhof, außerdem wird das denkmalgeschützte Gebäude der alten Steinbrechanlage der Zeche Piesberg nördlich des Bahnhofs zum Unterstellen der Fahrzeuge und als Werkstatt genutzt. Hierfür wurde das Dach des Gebäudes bis Ende 2024 erneuert.

### Südstieg
Der Wanderweg Südstieg beginnt am Haseschachtgebäude und führt über eine zweiteilige Treppe an der Südflanke des Berges auf die Felsrippe hinauf. Dabei werden insgesamt 84 Höhenmeter überwunden. Eröffnet wurde der Südstieg am 3. September 2010 durch den Generalsekretär der Deutschen Bundesstiftung Umwelt, Fritz Brickwedde, den Oberbürgermeister Boris Pistorius sowie den niedersächsischen Umweltminister Hans-Heinrich Sander. Seit dem 5. September 2010 ist der Südsteig auch der Öffentlichkeit zugänglich.
Die Treppe des Südstiegs wird Erdzeitaltertreppe genannt. Die 269 Stufen + 31 horizontale Zebrastreifen als Wegmarkierung entsprechen, mit 1 Mio. multipliziert, dem geschätzten Alter des Piesbergs von 300 Mio. Jahren. Während des Aufstiegs werden somit symbolisch alle Erdzeitalter seit dem Karbon durchschritten. Als Alternative zu der Treppenanlage besteht ein rund 700 Meter längerer, stufenloser Wanderweg.

### Aussichtsplattformen

#### Felsrippe

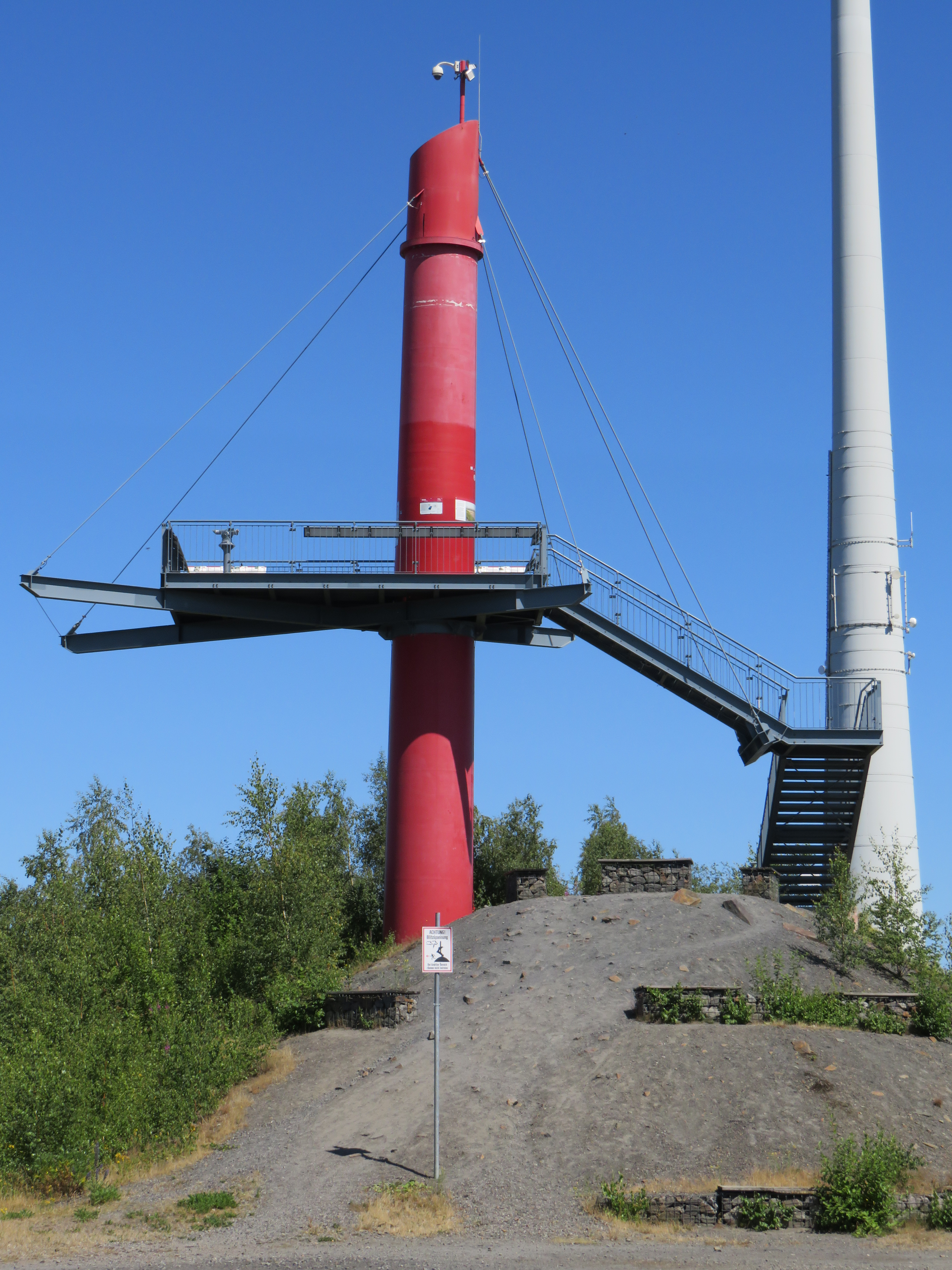
Aussichtsturm Felsrippe

Ende 2011 wurde die Felsrippe um einen Aussichtsturm ergänzt. Dieser besteht aus einer Aussichtsplattform, die am Turmstumpf von einer der im Zuge des Repowerings abgebauten Windkraftanlagen befestigt wurde (siehe Abschnitt Windpark). Da er sich am höchsten Punkt des Berges befindet, ist von hier aus ein Rundumblick auf Osnabrück und das Umland möglich. An der Brüstung sind umlaufend die verschiedenen Landmarken beschrieben, die in Sichtweite liegen.

#### Steinbruch
Die „Aussichtsplattform Steinbruch“ wurde 1997 eröffnet und befindet sich an der Ostseite des Berges. Von hier aus bietet sich ein Einblick in das Steinbruchgelände.

#### Nordblick

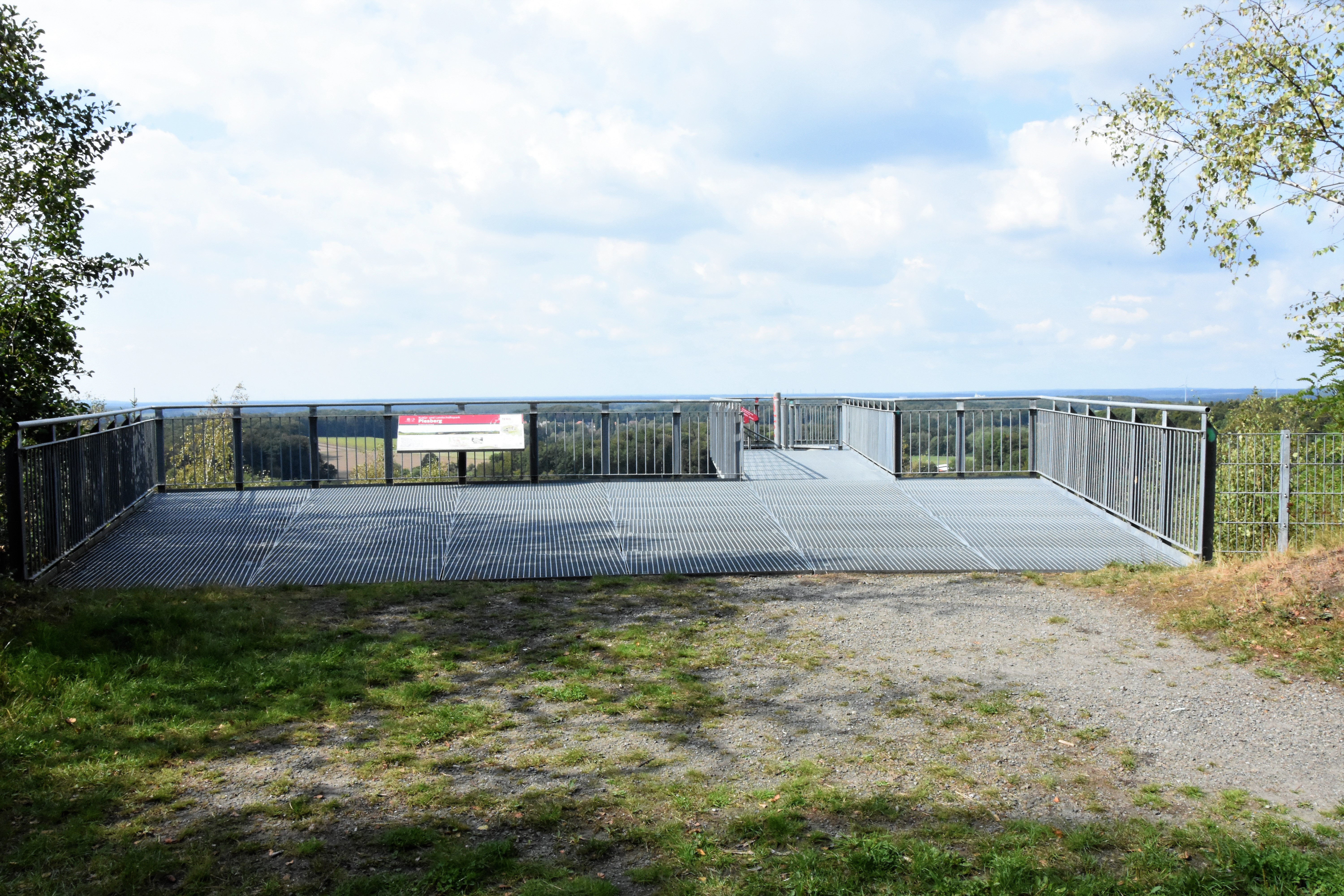
Die Aussichtsplattform „Nordblick“

Zwischen dem Nordrand des Steinbruchs und dem Stüveschacht wurde 2006 eine Aussichtsplattform installiert, von der aus man in Richtung Norden in das Osnabrücker Land blickt. Von ihr ist bei guter Sicht das 55 Kilometer entfernte Kernkraftwerk Emsland sichtbar.

### Kunst
Im Zusammenhang mit dem Expo-2000-Projekt „Faszination Boden“ wurde das „Piesberger Kunstprojekt“ geschaffen. Regionale Künstler schufen verschiedene Kunstwerke, welche zwischen dem 2. Juli und 29. Oktober 2000 am Piesberg zu bewundern waren.
Von den verschiedenen Installationen sind vier Werke erhalten geblieben:
- Stefan Pietryga: dem Berg seine Spitze wiedergeben
- Richard Wake: ohne Titel
- Michael Flatau: Point of view
- Nicole Brose: Steinlabyrinth

## Veranstaltungen

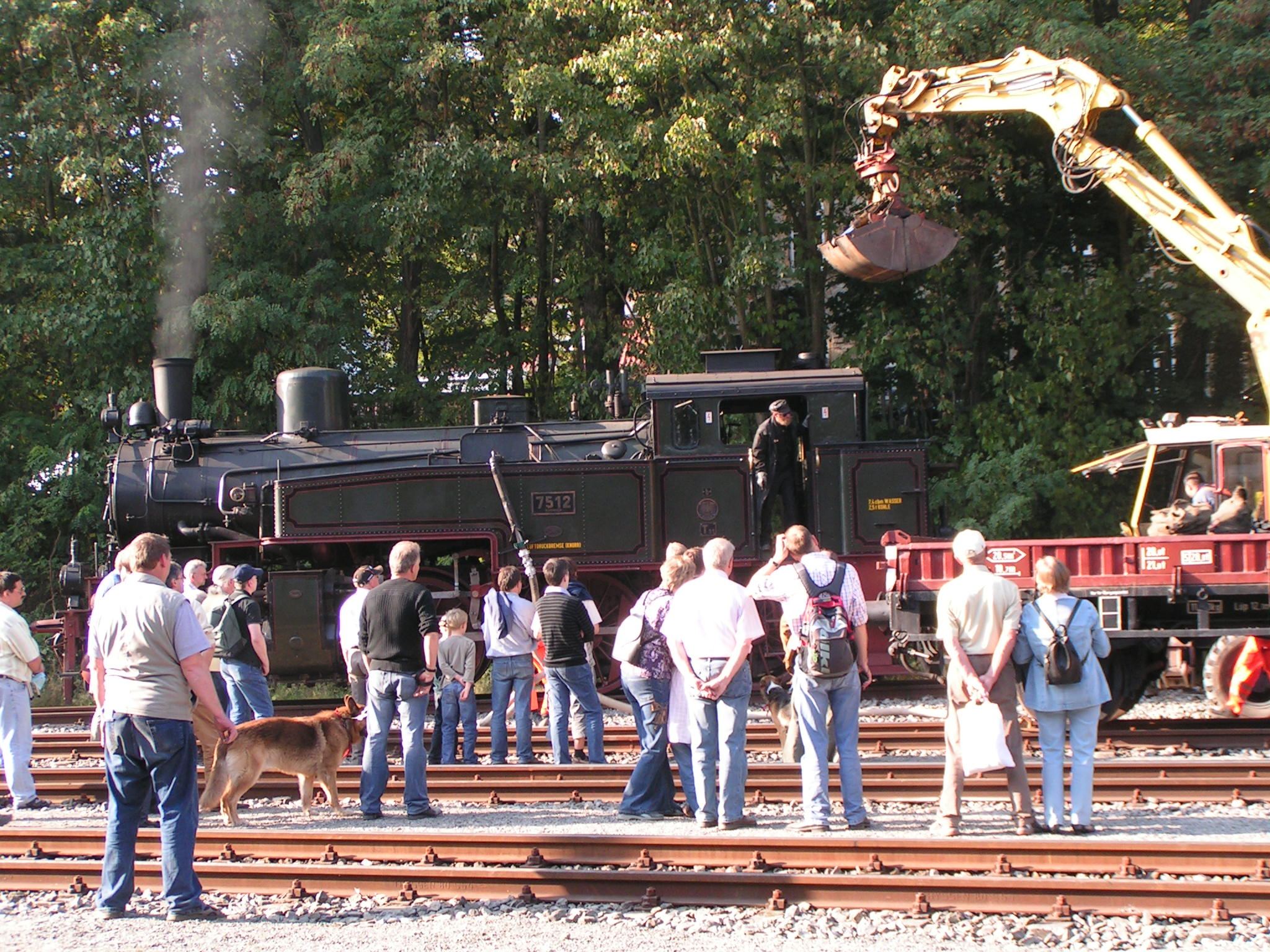
Dampflokfest 2009 im Zechenbahnhof

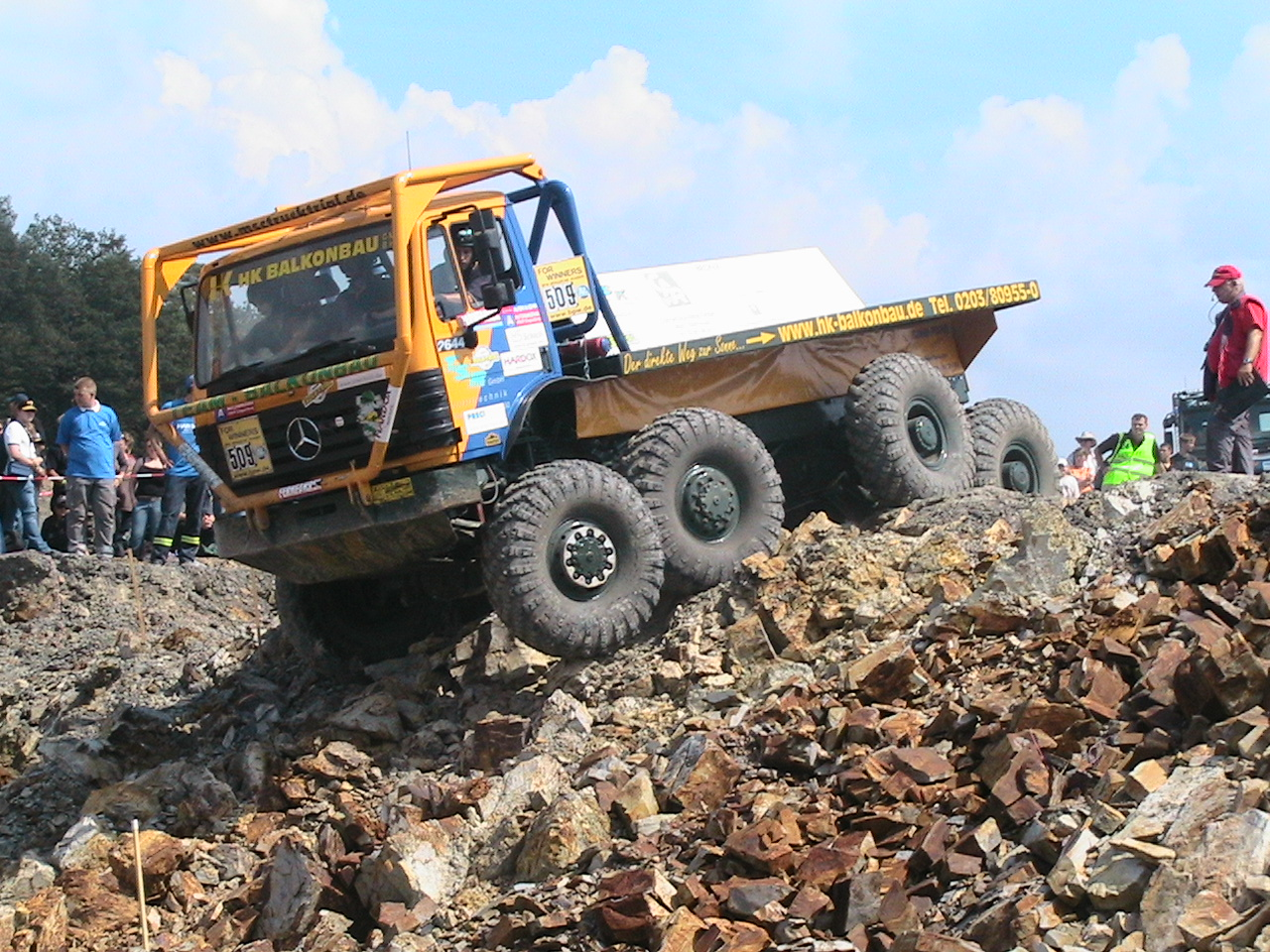
Truck Trial 2006 im Steinbruch Piesberg

Jährlich im Wechsel findet im Spätsommer das Bergfest am Piesberg oder die Veranstaltung Osnabrück unter Dampf statt. Während das schon im 19. Jahrhundert populäre und 1996 neu aufgelegte Bergfest den Piesberg an sich in den Fokus rückt, dreht es sich bei Osnabrück unter Dampf, das auch als Osnabrücker Dampflokfest bekannt ist, v. a. um historische Fahrzeuge.
Seit den 1970er Jahren werden am Piesberg Motorrad-Trial-Wettkämpfe veranstaltet. Diese zählen zur Deutschen Meisterschaft, in den 1980er Jahren wurden sogar vier Weltmeisterschafts-Läufe ausgerichtet. Zwischen 1998 und 2009 wurde jährlich ein Lauf der Europameisterschaft im Truck Trial im Piesberger Steinbruch ausgetragen.
Regelmäßig finden am Piesberg die überregional bekannten Oldtimertreffen der Oldtimer IG Osnabrücke e. V. statt (jeden 1. Sonntag im Monat sowie die Saisoneröffnung am Ostermontag und der „Osnabrücker Oldtimer Herbst“ am 3. Oktober). Am Ostermontag 2023 verzeichnete der eingetragene Verein einen Teilnehmerrekord von 2500 Old-/Youngtimern.
Weiterhin finden, oder fanden Feuerwerksshows am Piesberg statt.

### Laufveranstaltungen
Seit 2013 findet jährlich im April der Piesberg-Ultra-Marathon statt. Auf dem Rundweg um den Piesberg werden rund 60 km gelaufen und dabei 2100 Höhenmeter überwunden.
Eine weitere jährliche Laufveranstaltung ist seit 2011 der Benefizlauf Gipfelsturm. Der von der Diakonie-Stiftung Osnabrück ausgerichtete Lauf startet am Osnabrücker Markt und führt über die Distanz von 10 Kilometern durch die Stadtteile Westerberg und Eversburg zum Piesberg. Kurz vor dem Zieleinlauf auf dem Piesberggipfel müssen die 269 Treppenstufen des Südstiegs überwunden werden.

## Windpark

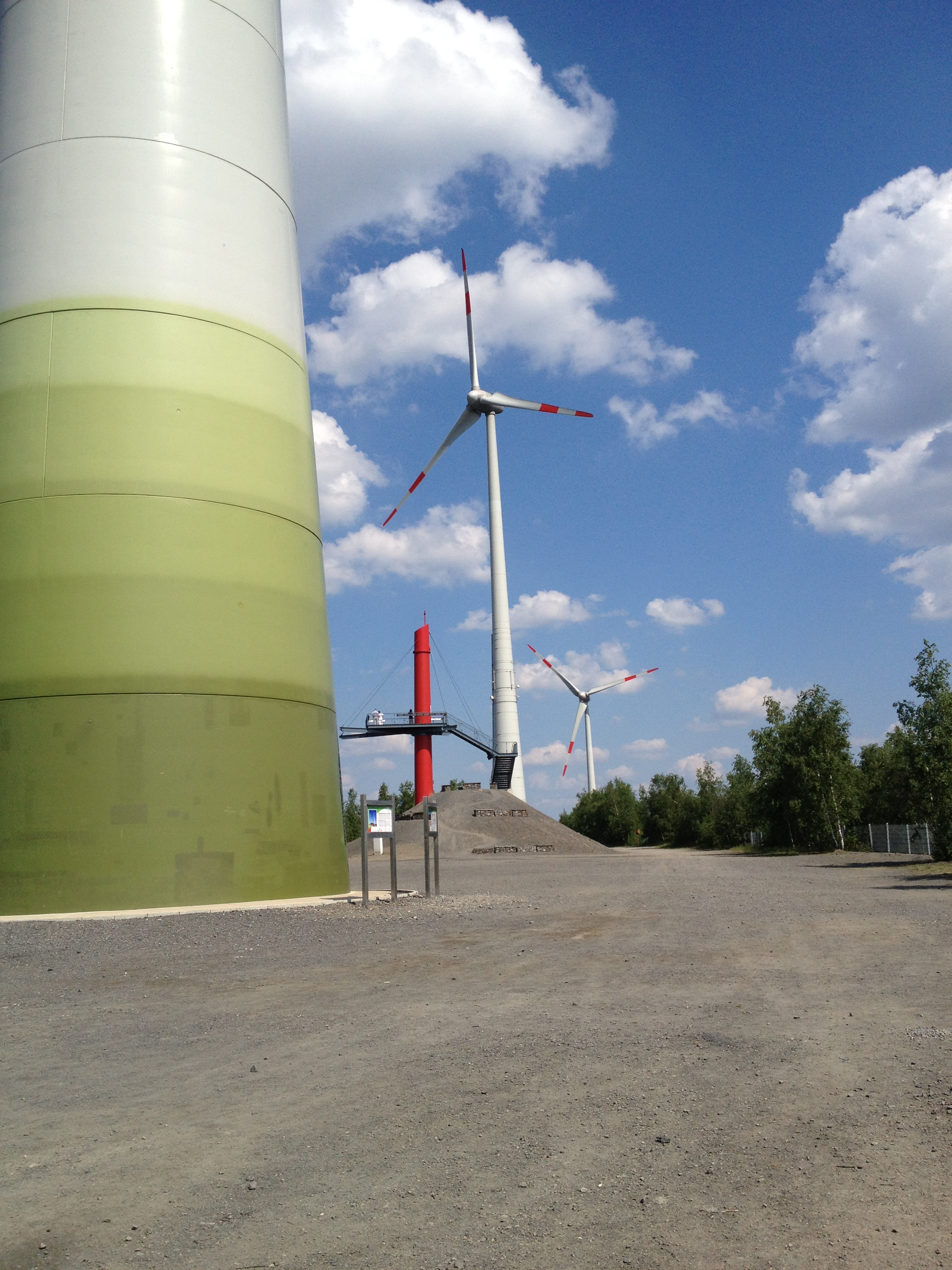
Windkraftanlagen und Aussichtsturm (in rot) auf dem Gipfelplateau des Piesbergs

Der Piesberg gehört zu den ältesten Windkraftstandorten im deutschen Binnenland. Bereits im Jahr 1990 wurde die erste Windkraftanlage auf der Westseite des Berges (180 m ü. NN) gebaut und am 20. September desselben Jahres durch die damalige Bürgermeisterin Ursula Flick in Betrieb genommen. Bei dem errichteten Anlagentyp handelte es sich um das Modell ENERCON E-32 des Auricher Windkraftanlagenherstellers Enercon. Sie hatte eine Gesamthöhe von 48 m, bei einer Turmhöhe von 32 m und einem Rotordurchmesser von ebenfalls 32 m. Mit einer Leistung von 280 kW konnte sie rund 200 Haushalte mit Strom versorgen und gehörte 1990 zu den leistungsstärksten Windkraftanlagen im Binnenland – bislang wurden Anlagen dieser Größe ausschließlich an küstennahen Standorten errichtet. Diese Windkraftanlage, zugleich die erste im Stadtgebiet von Osnabrück, diente daneben auch als Referenz für die Nutzung von Windkraft in größeren Dimensionen im Binnenland. Primärer Wunsch der Stadtwerke war nicht die Wirtschaftlichkeit der Windkraftnutzung, sondern der Umweltschutz und die Ressourcenschonung.
Aufgrund der guten Erfahrungen mit dem Betrieb dieser Anlage (sie erzeugte rund 600.000 kWh Strom pro Jahr und übertraf damit die Erwartungen von 400.000 kWh deutlich) wurden 1994 drei weitere Windkraftanlagen auf der Felsrippe gebaut. Bei diesen handelte es sich um das Modell ENERCON E-40 des gleichen Herstellers mit 500 kW Nennleistung bei einer Nabenhöhe von 42 m und einem Rotordurchmesser von 40 m. Anders als der Vorgänger besitzt dieser Anlagentyp kein Getriebe mehr. 2002 wurde die ENERCON E-32 abgebaut und durch eine vierte E-40 ersetzt. Zusammen speisten die vier Anlagen des Windparks rund 3,6 Mio. kWh Strom pro Jahr in das Netz der Stadtwerke, etwa 0,5 % des gesamten Stromverbrauches der Stadt Osnabrück.
Ein Ersatz der Anlagen durch größere, leistungsstärkere und technisch fortschrittlichere Modelle (sog. Repowering) war schon seit dem Jahr 2007 geplant, begonnen wurde mit den ersten vorbereitenden Arbeiten im November 2009. Die drei Anlagen des Typs ENERCON E-82 gingen im Sommer 2010 in Betrieb und ersetzen die drei ENERCON E-40 aus dem Jahr 1994, die wiederum im Herbst 2009 demontiert und verschrottet wurden. Mit 2000 kW Nennleistung verfügt jede der drei neuen Anlagen die vierfache Nennleistung ihrer Vorgänger. Zwei der Anlagen verfügen über eine Nabenhöhe von 109 m, die dritte ist bis zur Gondel 98 m hoch. Alle drei haben einen Rotordurchmesser von 82 m.
Bei der Umgestaltung des Piesberggipfels als Teil des Kultur- und Landschaftsparks Piesberg, die zusammen mit dem Repowering vorgenommen wurde, bezog man die Windkraftanlagen in das Gesamtkonzept mit ein. Im Zuge des Repowerings wurde außerdem beschlossen, die verbliebene vierte ENERCON E-40 aus dem Jahr 2002 über den Bau der neuen Windkraftanlagen hinaus weiter zu betreiben, bis ihr Standort für den weiteren Gesteinsabbau der Firma CEMEX weichen muss. Im Juli 2017 wurde sie dann endgültig demontiert, womit auf dem Piesberg heute nur noch drei Anlagen stehen. Da die Altanlage nicht verschrottet wird, wäre ein Weiterbetrieb an einem anderen Standort möglich.